# Telenomus politus
Telenomus politus är en stekelart som först beskrevs av Thomson 1861.  Telenomus politus ingår i släktet Telenomus, och familjen gallmyggesteklar. Arten är reproducerande i Sverige.